# Велиханлы, Наиля Мамедали кызы
Велиханлы Наиля Мамедали кызы (азерб. Nailə Məmmədəli qızı Vəlixanlı; род. 25 декабря 1940, Баку) — историк. Генеральный директор Национального музея истории Азербайджана. Академик Национальной академии наук Азербайджана. Заслуженный деятель науки Азербайджана (2015).

## Биография
Родилась 25 декабря 1940 года в Баку в семье деятеля культуры и искусства Азербайджана, народного артиста Азербайджанской ССР Мамедали Велиханлы.
В 1948—1958 годах училась в средней школе № 132 города Баку. В 1958 году поступила на арабское отделение факультета востоковедения Азербайджанского государственного университета. В 1963 году с отличием окончила университет.
С 1963 года — старший лаборант отдела истории арабских стран Института востоковедения Академии наук Азербайджана.
В 1964—1967 годах работала над диссертацией на тему «Арабские географы-путешественники IX-XII веков об Азербайджане» под руководством доктора исторических наук Зии Буниятова. В 1970—2005 годах занималась педагогической деятельностью в Азербайджанском государственном университете, Азербайджанском государственном педагогическом институте, университетах «Хазар», «Зия», «Азербайджан», по предметам «История арабских стран», «История ислама», «Всеобщая история», «История Азербайджана», «История стран Азии и Африки», «Мировые религии», «Источниковедение и историография Азербайджана», а также вела курсы и семинары по специальности.
В 2001 году избрана членом-корреспондентом Национальной академии наук Азербайджана.
7 ноября 2006 года избрана членом Геральдического совета при Президенте Азербайджана.
В апреле 2007 года избрана действительным членом и вице-президентом Национальной академии наук Азербайджана.
8 февраля 2010 года избрана членом Комиссии по государственным наградам в области науки, культуры и литературы Азербайджана.
19 февраля 2010 года избрана членом Попечительского совета Фонда развития науки при Президенте Азербайджана.
С июля 1998 года является директором Национального музея истории Азербайджана.
25 ноября 2018 года избрана вице-президентом Международного музейного альянса Шелкового пути (IBMA).
17 октября 2019 года избрана членом президиума Азербайджанского национального комитета ICOM.
Член Попечительского совета Бакинского международного центра мультикультурализма.

## Научные труды
1. «Арабские географы-путешественники IX-XII вв. об Азербайджане» (Баку, 1974) (на азерб. яз.)
2. «Ибн Хордадбех. Книга путей и стран» (Баку, 1986)
3. «Арабский Халифат и Азербайджан» (Баку, 1993) (на азерб. яз.)
4. «Нахчыван – от арабов до монголов» (Баку, 2003) (на азерб. яз.)
5. «Государственность Азербайджана и ее символы» (Баку, 2001) (на азерб., рус. и англ. языках) (автор и научный редактор)
6. «Гаджи Зейналабдин Тагиев» (Стамбул, 2010) (на азерб. и англ. языках) (в соавторстве)
7. «Национальный музей истории Азербайджана-95. Книга-альбом» (составитель и автор) (Баку, 2015)
8. «Нахчыван VII-XII вв. в истории и историографии» (Нахчыван, 2015)
9. «Ибн Хордадбех. Книга путей и стран» (Саарбрюкен, 2016)

### В качестве научного редактора
1. «Художественный металл Ширвана. Mатериалы фонда aрхеологии Национального музея истории Азербайджана» (Баку, 2012) (на азерб. и англ. языках) (научный редактор)
2. «Карабахские ковры. Каталог» (Баку, Издательство «Зия, 2013 100 с.) (на азерб. языке) (научный редактор)
3. «Ковры Баку, Ширвана и Кубы» (Баку, Издательство «Зия», 2013 1076 с.) (на азерб. и англ. языках) (научный редактор)
4. «Театральная жизнь Баку. Каталог» (Баку, Издательство «Зия», 2013 212 с.) (на азерб. языке) (научный редактор)
5. «Археологические золотые и серебряные изделия Азербайджана. Каталог» (Баку, Издательство «Зия» 2013 100 с.) (на азерб. языке) (научный редактор)
6. «Подарки дружественных стран. Каталог» (Баку, Издательство «Зия» 2014 172 с.) (на азерб. языке) (научный редактор)
7. «Азербайджан – магическая страна огней. Каталог» (Баку, 2014 172 с.) (научный редактор)
8. «Нефтяная Летопись Азербайджана. Посвящается 20-летию «Контракта Века». Каталог» (Баку, 2014) (на азерб. и рус. языках) (научный редактор)
9. «Азербайджан VII-XII веков: история, источники и комментарии» (Баку, 2016 480 с.) (на азерб. и рус. языках)
10. «Из истории водопровода «Шоллар-Баку» (Баку. Издательство «Элм вэ техсил» 2016 72 стр. + 56 фото) (на азерб. и рус. языках) (научный редактор)
11. «Исторические связи азербайджанского и узбекского народов» (Баку, 2017 232 с.) (на азерб. и рус. языках) (научный редактор)
12. «Монетное дело Азербайджанского государства Сефевидов» (Баку, Издательство «Зия», 2014 232 с.) (на азерб., рус. и англ. языках) (научный редактор)
13. «Из истории женского училища Г.З. Тагиева» (Баку, Издательство «Зия», 2011 392 с.) (на азерб. и рус. языках) (научный редактор)
14. «Шехиды 20 Января. Каталог» (Баку, 2018 209 с.) (на азерб. языке) (научный редактор)

## Награды
1. Медаль «За доблестный труд» (1970)
2. Орден «Слава» (24 декабря 2010 года) — за заслуги в развитии азербайджанской науки[3][4]
3. Заслуженный деятель науки Азербайджана (3 ноября 2015 года) — по случаю 70-летнего юбилея Национальной Академии Наук Азербайджана, за заслуги в развитии азербайджанской науки присвоить почетные звания Азербайджанской Республики[5][6]
4. 18 мая 2018 года Национальный комитет ICOM в Азербайджане наградил академика Наиле Велиханлы дипломом в номинации «Почетный член» за заслуги перед комитетом.
5. На заседании Президиума НАНА 5 апреля 2018 года было решено наградить 6 ученых именными премиями. 25 ноября 2018 года академику Наиле Велиханлы была вручена премия НАНА имени Аббасгулу ага Бакиханова за исследование, анализ и популяризацию источниковедения, социально-экономических, политических и культурных проблем и исторической географии раннесредневековой истории Азербайджана и Ближнего Востока.
6. Приказом № 065 от 7 марта 2019 года Службы Государственной Безопасности Азербайджанской Республики за подписью начальника Службы Государственной Безопасности, генерал-полковника Мадата Кулиева академик Наиля Велиханлы была награждена юбилейной медалью Азербайджанской Республики – «100-летие органов государственной безопасности и внешней разведки Азербайджанской Республики (1918-2019)».
7. 23 сентября 2019 года директор Национального музея истории Азербайджана, академик Наиля Велиханлы была избрана действительным членом (академиком) Международной академии изучения тюркского мира в Анкаре, Турция и награждена Международной медалью «Золотая звезда».
8. Приказом Министра Образования Азербайджанской Республики № К-1825 от 6 декабря 2019 года награждена юбилейной медалью Азербайджанской Республики «100-летие Бакинского Государственного Университета (1918-2019)».
9. Распоряжением Президента Азербайджанской Республики Ильхама Алиева от 27 мая 2019 года за № 1205 директору Национального музея истории Азербайджана НАНА академику Наиле Велиханлы была вручена юбилейная медаль «100 лет Азербайджанской Демократической Республики (1918-2018)». Юбилейная медаль и сертификат к ней за подписью Президента Азербайджанской Республики Ильхама Алиева (№ I-828) были вручены академику Наиле Велиханлы на заседании Президиума НАНА 17.07.2019.
10. 17 октября 2019 года академик Наиля Велиханлы была избрана членом президиума Азербайджанского национального комитета ICOM
11. Директор Национального исторического музея Азербайджана, академик Наиля Велиханлы удостоена звания Межгосударственной премии «Звёзды Содружества» за 2019 год Советом по наградам Межгосударственного фонда гуманитарного сотрудничества СНГ. Премия присуждена за творческую работу и достижения в гуманитарной сфере. Премия «Звёзды Содружества» состоит из диплома, почетного знака лауреата премии и удостоверения к нему.
12. Орден «Честь» (30 декабря 2020 года) — за большие заслуги в развитии науки в Азербайджанской Республике[7][8]